# Pekingská technická univerzita
Pekingská technická univerzita (čínsky v českém přepisu Pej-ťing li-kung ta-süe, pchin-jinem Běijīng Lǐgōng Dàxué, znaky zjednodušené 北京理工大学, tradiční 北京理工大學) je univerzita v Pekingu, hlavním městě Čínské lidové republiky. Vznikla jako technická univerzita v Jen-anu v provincii Šen-si v roce 1940, během druhé čínsko-japonské války a čínské občanské války se několikrát stěhovala a v Pekingu sídlí až od konce čtyřicátých let dvacátého století. Patří do Projektu 211 čínské vlády zaměřujícího se na zlepšení výzkumných standardů na univerzitách.
Hlavní kampus má v obvodě Chaj-tien a má rozlohu přes 920 tisíc čtverečních metrů. Další pekingský kampus je v Liang-siangu v obvodě Fang-šan a pak má univerzita ještě mimopekingské kampusy v Ču-chaji v provincii Kuang-tung a v Čching-chuang-tau v provincii Che-pej.
K roku 2010 měla univerzita bezmála 44 tisíc studentů a přibližně 3,4 tisíce zaměstnanců.